# Pandantiv (arhitectură)

Pandantive

Pandantivul este unul din elementele în formă de triunghi sferic, care racordează în colțuri cupola (sau turla) unei biserici cu structura de rezistență, aceasta fiind alcătuită din arcuri. Este un element arhitectural specific arhitecturii bizantine.
De obicei, în pandantivele cupolei principale dintr-o biserică sunt reprezentați cei patru evangheliști.